# Knjiga svete magije Abra-Melina maga
Knjiga svete magije Abra-Melina maga je magijski priručnik u kojem je Židov Abraham iz Wormsa, koji je, vjeruje se, živio od sredine 14. do sredine 15. stoljeća, zapisao magijski sustav znanja onako kako mu ga je prenio navodni egipatski mag Abra-Melin ili Abramelin.
Rukopis je otkrio Samuel L. Mathers u pariškoj Bibliotheque de l' Arsenal i preveo ga na engleski jezik te objavio 1898. godine, nakon čega je knjiga postala popularna u ezoterijskim krugovima.

## Sadržaj i struktura knjige
Knjiga je sastavljena u formi autobiografije u kojoj Abraham iz Wormsa opisuje svoje putovanje iz Njemačke u Egipat gdje se upoznao s čarobnjakom Ara-Melinom koji mu je prenio tajno kabalističko i magijsko znanje. Abraham je zapisao to znanje kako bi ga prenio svom sinu Lameku.
Cjelokupno djelo sastoji se od tri knjige od kojih je svaka podijeljena na određen broj poglavlja, s time da u Prvoj knjizi nedostaju naslovi tih poglavlja.
- Prva knjiga - donosi Abrahamovu autobiografiju i savjete koje je uputio svom sinu Lameku.
- Druga knjiga - daje općenit i cjelovit opis načina za stjecanje željenih magijskih moći.
- Treća knjiga - opisuje praktične vještine kojima se, navodno, može ostvariti primjena tih moći.

### Prva knjiga
Poglavlja prve knjige nemaju poseban podnaslov kao ostale dvije. Ona tvori svojevrstan uvod u ostale dvije koje obrađuju koncept Abra-Melinove magije i daju praktične upute. Prva knjiga upućena je Abrahamovu najmlađem sinu Lameku, kojem je okultno znanje koje se nalazi u knjizi, zapravo, očeva ostavština.
U knjizi Abraham pripovjeda o svom putovanju koje je počeo kako bi stekao tajna znanja. Piše o četverogodišnjoj poduci koju je imao pod rabinom Mosesom, o poznanstvu s bohemijskim Židovom Samuelom i njihovom putovanju u Carigrad, gdje Samuel umire. Potom opisuje put u Egipat gdje se zadržao četiri godine, pa o odlasku u Svetu zemlju i u prostranstva Arabije, a zatim o povratku u Egipat gdje je upoznao vrlo učenog maga po imenu Abra-Melin. Tu ostaje izučiti Svetu Magijsku znanost, te nakon određena vremena odlazi do Carigrada, odakle putuje do Trsta i Dalmacije.
U petom i šestom poglavlju Prve knjige opisuje raznorazne magove i okultiste koje je susretao na svojim putovanjima, potom daje pregled vijesti o svom uspješnom prakticiranju naučenne magijske vještine, iznijevši na kraju niz savjeta i upozorenja.

### Druga knjiga
U Drugoj knjizi Abraham obrazlaže osnove Svete Magije, navodi pripremne radnje i sve što je potrebno napraviti kako bi se izveo uspješan obred. Posebna poglavlja posvećuje prizivanju dobrih i zlih duhova, naglašavajući važnost Anđela Čuvara koji je posrednik između operatera i nadnaravnog. U devetnaestom poglavlju navodi imena četiri princa pakla (Lucifer, Levijatan, Sotona i Belial), kao i osmero pod-prinčeva (Astarot, Magot, Asmodej, Belzebub, Oriens, Paimon, Ariton i Amaimon), te njihove podređene demone.

### Treća knjiga
U trećoj knjizi daju se upute za praktično provođenje magijskih vještina i donose se brojni kabalistički Kvadrati Slova koji predstavljuju pentakle.

## Povijest rukopisa
Danas je poznato da postoje raniji rukopisi od onog kojeg je izdao Mathers 1898. godine. Ti rukopisi su, ne samo stariji, nego i detaljniji i precizniji od Mathersovog koji ima dosta grešaka. Također, stariji rukopisi imaju u svom sastavu i dodatnu, četvrtu, knjigu koja nedostaje u Mathersovom prijevodu.
Najstariji pronađeni rukopis datira iz 1608. godine, dok ostali pripadaju prijepisima iz 18. stoljeća.